# سريولة
السِّريولة هو جنس من شعاعيات الزعانف. حُددت تسعة أنواع موجودة حاليًا. إنها سمكة زعنفة كبيرة آكلة للحوم معروفة شعبياً بقوامها القوي ونكهتها الغنية ما يجعلها سمكة مثالية لتربية الأحياء المائية. تحظى بتقدير كبير من قبل الصيادين الرياضيين لأن العينات التي تُصاد يمكن أن يصل وزنها إلى 41 كـغ (90 رطل) ولأن أنواع ماهرة السباحة قوية. أشهر أنواعها سريولة المتوسط